# 曹庙镇
曹庙镇，是中华人民共和国安徽省六安市霍邱县下辖的一个乡镇级行政单位。

## 行政区划
曹庙镇下辖以下地区：
曹庙村、元圩村、老郢村、西郢村、甄岗村、新建村、黄郢村、双桥村、小郢村、胡台村、双龙村和吴阳村。